# أنغيلي بروكس
أنغيلي بروكس (بالإنجليزية: Angelle Brooks)‏ هي ممثلة أمريكية، ولدت في 11 أغسطس 1967 في ميامي في الولايات المتحدة.

## وصلات خارجية
- أنغيلي بروكس على موقع IMDb (الإنجليزية)
- أنغيلي بروكس على موقع قاعدة بيانات الفيلم (الإنجليزية)